# Quartiere di riduzione

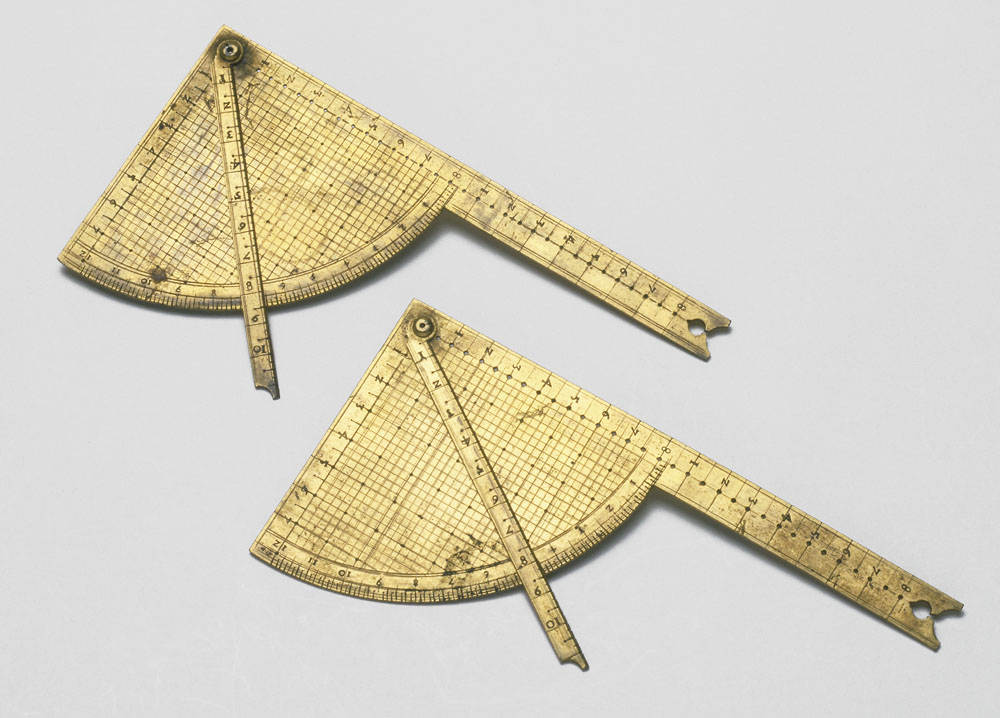
Due quadranti con quartiere di riduzione attribuiti a Christoph Schissler, conservati al Museo Galileo di Firenze.

Il quartiere di riduzione è generalmente inciso sui quadranti e sugli astrolabi nautici e serve a risolvere graficamente i problemi della navigazione. 
Nel linguaggio della marineria rinascimentale, "quartiere" è sinonimo di quadrante. È un quadrato (noto anche come quadrato nautico o quadrante dei seni) entro il quale è tracciato un reticolo di linee parallele ai lati e un arco diviso in 90°. Lo strumento serve a ridurre il calcolo delle funzioni trigonometriche da un angolo maggiore di 90° al caso di un angolo contenuto nel quadrante.